# Stephan Strasser
Stephan Strasser (* 13. März 1905 in Wien, Österreich; † 1. Juli 1991 in Nijmegen, Niederlande) war ein niederländischer Philosoph und Phänomenologe österreichischer Herkunft.

## Leben
Strasser studierte zunächst Sprachwissenschaft und Psychologie in Wien und Dijon, welches er mit einer Promotion über den Dichter Joseph von Eichendorff 1932 abschloss. Nach dem Anschluss Österreichs an das Deutsche Reich musste Strasser aufgrund seiner ungarisch-jüdischen Herkunft nach Belgien emigrieren. 1942 wurde er wissenschaftlicher Mitarbeiter des 1940 neu gegründeten Husserl-Archivs in Löwen, wo er zusammen mit seiner Frau und Schwiegermutter die stenographierten Manuskripte von Edmund Husserl transkribierte. 1947 erhielt er einen Ruf auf den Lehrstuhl für Philosophische Psychologie und Anthropologie an der Katholieke Universiteit Nijmegen, auf welchem er 1975 emeritiert wurde. Darüber hinaus lehrte er bis 1970 an der gleichen Universität die Fächer Normative und Historische Pädagogik.
Strasser beschäftigte sich anfangs vor allem mit der Phänomenologie von Edmund Husserl und Martin Heidegger. Später rückte das Denken von Maurice Merleau-Ponty und Emmanuel Levinas in den Fokus seiner Aufmerksamkeit. Strasser war ein entschiedener Gegner der Philosophie von Jean-Paul Sartre sowie gegenüber dem Strukturalismus und marxistischen Denkern.
Sein Wirken war international. So machte er die Schriften von Emmanuel Levinas in Deutschland bekannt und führte die Schriften von Edmund Husserl in Frankreich ein. Darüber hinaus war er Herausgeber des ersten Bandes der Husserliana Reihe Cartesianische Meditationen und Pariser Vorträge.

## Publikationen
Eigenständige Werke:
- Eichendorff als Dramatiker. Versuch einer Ergänzung der bisherigen Forschung, Diss. Phil: Wien 1932
- Seele und Beseeltes: Phänomenologische Untersuchungen über das Problem der Seele in der metaphysischen und empirischen Psychologie, Deuticke, Wien 1955.
- Das Gemüt: Grundgedanken zu einer phänomenologischen Philosophie und Theorie des menschlichen Gefühlslebens. Herder, Freiburg 1956.
- Phänomenologie und Erfahrungswissenschaft vom Menschen: Grundgedanken zu einem neuen Ideal der Wissenschaftlichkeit. de Gruyter, Berlin 1964.
- Erziehungswissenschaft – Erziehungsweisheit. Kösel, München 1965.
- Jenseits von Sein und Zeit. Eine Einführung in Emmanuel Levinas' Philosophie. (Phaenomenologica, Bd. 78) Nijhoff, Den Haag 1978. (Springer, ISBN 978-90-247-2068-2)
- Jenseits des Bürgerlichen. Ethisch-politische Meditationen für diese Zeit. Vom Verf. aus dem Niederländischen übersetzt und gleichzeitig bearbeitet. (Reihe: Praktische Philosophie, Bd. 15) Alber, Freiburg 1982, ISBN 3-495-47486-2.
- Welt im Widerspruch: Gedanken zu einer Phänomenologie als ethischer Fundamentalphilosophie. Kluwer Acad. Publ., Dordrecht 1991.